# Philogenia carrillica
Philogenia carrillica är en trollsländeart som beskrevs av Philip Powell Calvert 1907. Philogenia carrillica ingår i släktet Philogenia och familjen Megapodagrionidae. Inga underarter finns listade i Catalogue of Life.